# 8279 Куско
8279 Ку́ско (8279 Cuzco) — астероїд головного поясу, відкритий 6 серпня 1991 року.
Тіссеранів параметр щодо Юпітера — 3,310.